# Polijsten (bewerking)

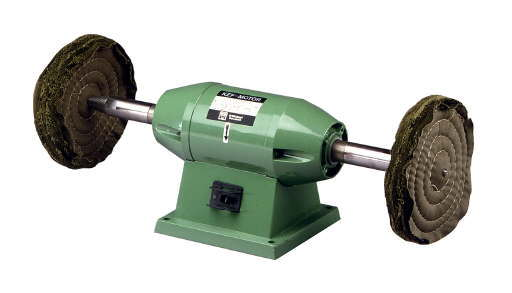
Een polijstmachine met twee lappenschijven

Polijsten is het proces waardoor een oppervlak van een materiaal glad en glanzend gemaakt wordt, waardoor de oppervlakteruwheid verkleind wordt en het materiaal een sterk spiegelend effect verkrijgt. 
Als een oppervlak onder een sterke microscoop wordt bezien, vertoont het sterke pieken en dalen. Door herhaald schuren worden de pieken steeds verder afgevlakt totdat deze bijna vlak of sterk afgerond zijn. Het polijstproces begint met grof schuren, en door met steeds fijner schuurmateriaal te werken wordt de oppervlakte steeds gladder gemaakt. De visuele eigenschappen van voorwerpen kunnen zo door polijsten verbeterd worden. De glans kan ook een technische eigenschap zijn van bijvoorbeeld een spiegel.
Het polijsten wordt ook toegepast om de ruwheid van een glijoppervlak te verlagen. 

## Materiaalonderzoek
Binnen het materiaalonderzoek wordt het polijsten gebruikt als voorbereidende stap om de microstructuur van een metaal of legering te kunnen zien. Doorgaans gaat er aan het polijsten eerst een schuurstap vooraf met steeds fijner schuurpapier, waardoor het oppervlak zijn ruwheid al grotendeels verliest. Daarna wordt het oppervlak middels polijsten zo veel mogelijk vrij van krassen gemaakt, en afhankelijk van het materiaal volgt erna nog een etsstap waarbij gewenste delen van de microstructuur worden "aange-etst", zodat ze onder de microscoop bekeken kunnen worden. 

## Toepassingen
- Metaalbewerking
- Spiegels
- Natuursteen[1]
- Houtbewerking
- Optica

## Middelen en methoden
- Diamantgereedschappen
- Carborundum
- Lappenschijf en polijstpasta
- Chemisch polijsten